# アニラジ
アニラジは、アニメ関連のラジオまたはインターネットラジオの番組のジャンル、および主にアニメで活躍する声優がパーソナリティを務めるラジオまたはインターネットラジオの番組。

## 概要
アニメ・ゲーム等の作品や、出演する声優をメインに据えた番組が多いが、アナウンサーや、関連メディアの関係スタッフ、それらに詳しい各種タレントなどが出演するケースも多く、その内容は多種多様である。
現在この分野で最も力を入れている文化放送は、「アニメのA、ゲームのG」の頭文字から取った「A&G」と言うブランドを展開している。

## 歴史

### 1980年代まで
そもそも、1960年代の声優が主に海外作品の吹き替えで活躍していた時期（第一次声優ブーム）から、JRN系深夜放送『パックインミュージック』にて、ブームの中心で活躍した野沢那智と白石冬美がナチチャコの愛称で人気を博すなど、日中帯のワイド番組を含め、声優がパーソナリティを務める番組は多く存在したが、アニメが前面に出されることはなかった。
そのような中、アニメを主題としたアニラジのはしりは、NRN系深夜放送『オールナイトニッポン』にて放送の『宇宙戦艦ヤマト』LP盤サウンドトラック発売を記念とした特別番組とされる。1977年12月2日放送、アニメの声優総出演にてオリジナルラジオドラマが4時間にわたって生放送された。翌日の新聞でも取り上げられ、以降、『銀河鉄道999』『幻魔大戦』などについても同様の企画の放送が行われている。
また、初めてラジオにてアニメで活躍する声優にスポットライトが当てられたのは1978年、NHKラジオ『ラジオSFコーナー』の特番で、これはNHK総合テレビで『未来少年コナン』が放映開始されたことによる宣伝として平日のある1週間、22:15 - 23:00に日替わり5人の声優が一人語りした。
こうして『宇宙戦艦ヤマト』をきっかけとする第二次アニメブームが加速するのに合わせて、ラジオ番組でもアニメを取り扱う企画が見られるようになった中、1979年10月から始まったラジオ大阪『アニメトピア』を皮切りに、文化放送『アニメNOW!』、東海ラジオ『週刊ラジオアニメック』など、1980年代前半頃に東名阪を中心にアニメなどの情報を総合的に扱う番組が編成される。しかしこれらは、『アニメトピア』がアニメから脱線した内容が好評となりブーム末期まで続いた他は短命に終わる。これらの番組を指す一般的な呼称も生まれなかった。
アニラジが安定して放送されるようになったのは第二次アニメブームが沈着した1980年代中頃。地方局を中心にローカル番組でアニメを扱う番組が放送され、そこから現在のアニラジが確立していく。この時期に開始した代表的な番組として、東海ラジオの当時ラジオたんぱにて学生DJとして『ヤロメロジュニア出発進行!』で人気を博した小森まなみと『週刊ラジオアニメック』にてレポーターを務めたミンキー・ヤスによる『mamiのRADIかるコミュニケーション』、MBCラジオの采野吉洋アナウンサーによる『アニメでGo!Go!』、FM山口の水谷寛アナウンサーによる『ウキウキ放送局』、ラジオ関西の岩崎和夫アナウンサーによる『アニメ玉手箱』など。これらはアニメを趣味とする声優ではない男性パーソナリティ（特に、主に地方局など編成に自由度がある局のアナウンサーが多い）が出演している、20年以上続く長寿番組になっていることが共通している。
この他、『アニメトピア』でDJデビューした冨永みーながKBS京都『はいぱぁナイト』月曜日や文化放送『走れ!歌謡曲』土曜日など一般向け深夜ワイド番組で人気を博したことも特筆される。

### 1990年代 第三次声優ブーム
1990年代に入ると第三次声優ブームが始まり、林原めぐみや國府田マリ子、椎名へきるらアイドル声優を前面に押し出した番組が増える。これらは従来からアニラジを放送していた局に加え、椎名へきるによるJFN系『G1 Grouper』をはじめとする一連の番組、多くの声優が起用されたMBSラジオ『オレたちやってま〜すシリーズ』など、FM局といったこれまでアニラジに積極的でなかった局でも放送された。
また1991年には、文化放送が「A&Gゾーン」の原点となった『ノン子とのび太のアニメスクランブル』を開始したのを皮切りにアニラジに再進出をかけ、テレビアニメからの続編『魔神英雄伝ワタル3』が、1993年には、ゲーム原作の『ツインビーPARADISE』が放送開始し、漫画やアニメーション、ゲームなどを原作としたメディアミックス展開の一つとして認知されはじめ、新ジャンルのラジオドラマ・ラジメーションが普及し始める。
このブームにより1995年に創刊された声優総合雑誌『声優グランプリ』の姉妹誌、『アニラジグランプリ』によってアニラジの呼称は定着したとされる。

### 2000年代 地上波ラジオから他メディアへ
2000年代からは、BSデジタルラジオやインターネット上など他のメディアでアニラジ番組が放送もしくは配信されることが多くなる。

#### デジタルラジオへの移行の試み
2000年から放送が開始されたBSフジのBSデジタル音声放送「BSQR489」では夜20時以降の放送枠全てをアニラジに充て、地上波とのサイマル生放送や局独自の生放送番組が放送された。しかし、「BSQR489」をはじめとするBSラジオ放送は、BSデジタル放送がテレビ放送を中心に普及を図っていくことが決まった事から2006年に放送終了した。
デジタルラジオ推進協会により2003年から試験放送されていた東京地区9301chUNIQue the RADIO内のアニラジ番組を独立させるといった形で、2007年に9302chで超!A&G+の放送が開始した（同時にインターネット配信も実施）。

#### インターネットラジオへの移行の試み
超!A&G+やラジオ関西「アニたまどっとコム」の公式ページでの番組配信といったラジオ局（放送事業者）を配信元とするのネット配信に加え、『ツインビーPARADISE』など1990年代のアニラジ人気の中核を担う多くの番組を提供したコナミが開設した日本最初のアニラジ専門局となるdb-FM、レコード会社・ランティスによるランティスウェブラジオやブシロードによるHiBiKi Radio Station、アニメイトTVといったアニメ系グッズショップによるもの、加えて元はフリーランスのディレクターであるやまけんが設立した音泉など、多くのアニラジオンデマンド専門インターネットラジオ放送局が開かれた。『美佳子@ぱよぱよ』は2001年4月19日からインターネット配信を開始し、長寿番組となっている。
BSQR、BBQRから始まる、超A&G+による簡易動画配信や、従来はラジオ（放送事業者）で放送されることが多かった声優出演によるアニメ宣伝番組は、ニコニコ生放送やAT-Xなどによる映像付き配信形態へ移行した。文化放送によるAG-ONや先述の『オレたちやってまーす』の流れを汲む『おしゃべりやってまーす』を配信するK'z Stationなどの有料コンテンツの配信なども開始した。

### 2010年代以降 インターネットラジオ時代
スマートフォンの普及により、モバイル回線など無線アクセスを介してどこでも聴取出来る環境が構築され、インターネットラジオへの移行が進んだ。
地上波での放送はネットコンテンツとしての配信に切り替わる、もしくは放送が打ち切られる形で減少傾向となった。
- 2009年の秋改編にて、『mamiのRADIかるコミュニケーション』などが終了
- 地上波デジタルラジオ実用化試験の終了に伴い、2011年4月から超!A&G+のインターネット配信専業への切り替え
- 2016年秋、『林原めぐみのTokyo Boogie Night』と『堀江由衣の天使のたまご』のネット局が大幅に縮小
- 2019年春、『上坂すみれの♡（はーと）をつければかわいかろう』が文化放送以外のネット局での放送打ち切り

など、特に東京圏以外での放送局から配信されるアニラジ番組は減少の一途を辿った。
また2011年に地上アナログテレビ放送が停波した後、VHF-Hiバンドの空き領域を利用して行われていた携帯電話・スマートフォン向け放送（マルチメディア放送）であるNOTTVや同じくVHF-Lowバンドでの放送であるi-dioでの放送も試みられたが、NOTTVは2016年6月末にサービス終了、i-dioは2020年3月末にサービスを終了した。
放送形態で存続した例として有線放送にアニラジ専門のチャンネルが存在し、業界最大手のUSENがアニメ・声優専門のC26「a-FANFAM」をはじめ、そこから分離した男性声優専門のC-59「BUSHI.ST」、24時間アニメソングをかけ続けるC-54「アニソン」などを配信している。上述のi-dioでも24時間アニメソング専門チャンネル「アニソンHOLIC」が2017年11月からサービス終了の2020年3月末まで放送されていた。
2015年、音泉、HiBiKi Radio Station、文化放送、アニメイトTV（第2回よりラジオ大阪も加わる）がアニラジアワード実行委員会を結成し、アニラジを部門別に表彰する「アニラジアワード」が設立された。

## 番組形態
これらは主に地上波による放送のものであり、放送番組以外にも、ネットラジオ進出により多く番組が配信できるようになったことに伴うジャンルの細分化や、映像配信によりテレビのバラエティ番組に近い放送番組になるなど多くの番組形態が生まれている。
- アニメ等に関する総合情報番組
  - アニメ雑誌やレコード会社がスポンサーである『アニメトピア』、『ピクチャーランドCLUB』など黎明期に見られた。
  - 最近ではワイド番組に見られ、多くは週ごとに特集コーナーを設けられる。『A&G TRIBAL RADIO エジソン』、『ミューコミVR』など。
- アニメやゲームなどとのメディアミックスによる番組
  - 1990年代以降に多く診られるアニメ、ゲームとタイアップした情報番組、ラジオドラマを含む番組やキャラクターがDJを務める番組、近年はアニメ系ウェブコンテンツと連動した番組など。『もっと!ときめきメモリアル』、『D.C. 〜ダ・カーポ〜 初音島放送局』、『RADIOアニメロミックス』等、多数。期間限定が基本。
  - 『広井王子のマルチ天国』内で放送されたリスナー参加型ラジオドラマ『火星物語』、ニッポン放送が中心となって行ったメディアミックスプロジェクトの『MAICO2010』、『トラブルチョコレート』などラジオドラマ発のメディアミックスも見られ、さらに近年は『神谷浩史・小野大輔のDearGirl〜Stories〜』などラジオドラマではない番組発のメディアミックスをする番組も増えている。
- アニメ・ゲーム・漫画・小説（おもにライトノベル）などを原作にしたラジオドラマ番組
  - 黎明期から見られるが、特に90年代に多い声優のトークと抱き合わされているものを指す。『林原めぐみのTokyo Boogie Night』内で放送された『熱血電波倶楽部』など。
  - 代表的なものでは『魔神英雄伝ワタルシリーズ』があり、日本テレビ系列のテレビアニメとして制作されたのは2作目までであり、3作目と4作目は文化放送のラジオドラマであり、出演声優のトークとセットで放送された。5作目の『超魔神英雄伝ワタル』はテレビ東京系列のテレビアニメとして制作されたが、同題番組の文化放送版はテレビアニメ版の放送終了直後に出演声優のトークのみを切り出す形で放送された。6作目はバンダイナムコピクチャーズ制作のWebアニメとして展開され、超!A&G+でも出演声優のトークが配信された。
  - 現在、このスタイルの番組は減った一方、番組で新人声優や声優を志す学生を育てる企画として寸劇が演じられる機会が増えている。
- 声優・アニソンシンガーなどがパーソナリティを務める番組
  - 『mamiのRADIかるコミュニケーション』、『林原めぐみのHeartful Station』など。DJは1人であったり、2人以上、声優・アナウンサー・アニメ分野専門の司会者・構成作家がアシスタントに付くなど形態は様々である。近年は強力なスポンサーが付いている番組以外は地上波にて放送される機会が少なくなりがちで、ネットラジオにて放送される機会が増えた。
  - 特に昨今のネットラジオへの進出で多く番組を放送出来るようになった現在は、声優の他にアニソン歌手や業界関係者による番組も放送される。『ポリケロシリーズ』、『せいやん・YURIAの 美少女ゲームは嫌い』など。
- アニメソングやゲームミュージック専門もしくはメインとする音楽番組
  - 『アニメ玉手箱』→『青春ラジメニア』、『A&Gリクエストアワー 阿澄佳奈のキミまち!』、『今日は一日○○三昧』内「アニソン三昧シリーズ」とそのスピンオフに当たる『アニソン・アカデミー』などのように、基本的にリスナーからのリクエストを受け付けて曲をかけるリクエスト番組形式が多く、『あにまにあ』や、かつて放送されていた『アニメでGo!Go!』など、地方局で放送される局アナウンサーによるアニラジもこの形式をとることが多い。
  - その一方で『アニソンポッド』、『Anime & Seiyu Music Night』、『ティルドーンアニメ』のようにリクエストを受け付けず一定のテーマなどに沿って曲をかける番組もある。一般の音楽番組でもアニメソング特集を組んで放送する場合があり、この場合もリクエストの可否で分かれる。
  - 『SOMETHING DREAMS マルチメディアカウントダウン』→『A&Gメディアステーション こむちゃっとカウントダウン』→『A&Gメディアステーション FUN MORE TUNE』や『COUNTDOWN FRIDAY 飯田里穂のオールアニソンTOP20』のようにリクエスト数の集計やシングルチャートに基づいたカウントダウン番組の形式をとる場合も多い。

## 放送局
東京・関西・東海の主要放送局は何らかの形でアニラジ番組を放送している。特に文化放送・ラジオ大阪・ラジオ関西・東海ラジオが長年アニラジに力を入れている放送局として挙げられ、東海ラジオを除く3局は各アニメ番組をブロック編成またはブランド化を行っている。ただし、ラテ欄ではゾーン名が出されることはない。
- 文化放送 - 文化放送A&Gゾーン
- ラジオ大阪 - 1314 V-STATION
- ラジオ関西 - アニたまどっとコム

その他の主要AM局の動向
- TBSラジオ - 「ファンタジーワールド」や「954 V-STATION」を設けるなど、かつて熱心だった時期もあったが、放送中の定期放送番組は『林原めぐみのTokyo Boogie Night』の1番組で、自社制作番組ではなく、キングレコードの単独制作による放送枠買い取り番組。自社制作は、TBSテレビ系深夜アニメとのメディアミックスの一環で制作される期間限定番組が単発的に放送される程度。
- ニッポン放送 - かつては土曜夜に大型アニラジ番組を放送していた時期があるものの、2023年4月現在は純粋なアニラジ番組ではないが、「オタクアナウンサー」こと吉田尚記による『ミューコミVR』『吉田尚記のオタクガストロノミー』、『鬼滅の刃』関連番組の『鬼滅ラヂヲ』、月1回放送の『ラブライブ!シリーズのオールナイトニッポンGOLD』など限られた存在となっている。
- ラジオ日本 - 「社会の木鐸」宣言により全廃したという過去がある。「社会の木鐸」終焉後、『土曜の夜ですウハウハ大放送 アニメストリート』が放送されていた。
- ABCラジオ - 基本的にはネット受けが中心だが、2025年現在ネットされている番組はない。自社制作は消極的で、近年では、朝日放送グループで制作している「プリキュアシリーズ」の関連番組や、2018年4月期に放送の深夜テレビドラマ『声ガール!』と連動した『戸松遥のおとまつさまでした』に留まる。
- MBSラジオ - 過去に『オレたちやってまーす』シリーズなどを放送。
- CBCラジオ - 2025年4月現在は土曜深夜に自社制作で男性声優がメインの番組を中心に放送。

東名阪地区以外でアニラジを比較的多く放送しているAM局
- HBCラジオ
- STVラジオ
- tbcラジオ
- ラジオ福島 - 2016年の春改編で文化放送A&Gゾーン / 超!A&G+の番組を軸として、日曜21時から24時の時間帯に3時間編成している。
- 栃木放送
- MROラジオ
- RSKラジオ
- KBCラジオ

など。
全く放送していないAM局（2019年4月現在）
- RABラジオ
- RKBラジオ

大都市圏での放送が活発になる一方で、それ以外の主要都市圏ではアニラジの放送本数が決して多いとは言えないのが現状である。地方の番組は主にキングレコード提供、以前は綜合放送など外部制作会社番組の番販によるもの、ナイターオフ向け番組（『ラジオアミューズメントパーク』・『A&G 超RADIO SHOW〜アニスパ!〜』）、アナウンサー等による30分の自社制作番組が主である。また近年はラジオ日本制作の番組を遅れネットするケースもある（『i☆Ris 芹澤優のせりざわーるど with you』）。
こういった地方局での放送が少ない事情、番組の性質上、夜間・深夜などに番組が放送される場合が多く、AM放送の電波特性上、夜間には放送エリア外での受信が可能なことから遠距離受信が一つの文化となっており、そういったリスナー向けのコーナー（『林原めぐみのHeartful Station』など）や、更にそういったリスナー向けのイベントの実施など、番組があらゆる意味で広がりをみせることが多かった。だが、インターネット、およびネットラジオが普及して以降は時に海外からの便りが来て話題に上るといったことはあるが、ネット環境さえあれば聴取が可能であることからそういった文化は廃れつつある。また、有料ながらも全国で各地のラジオ放送局（一部除く）を聴取できるradikoプレミアムサービスの開始とその普及に伴い、放送地域的な障壁は取り除かれている。
AM以外の地上波ラジオについて、ラジオたんぱ（現：ラジオNIKKEI）では2000年12月頃からBSデジタル放送「BSラジオNIKKEI」放送開始に伴い、「デジタルボイスステーション」（DVS）という名称を使用していたなどかつてはアニラジ放送に積極的であったが、現在は毎週水曜放送の『Anime & Seiyu Music Night』と、不定期で檜川彰人アナウンサーによる『アニソンポッド』が放送されているのみである。
FMではTOKYO FM、NACK5、FM FUJIなどが放送しているほか、JAPAN FM LEAGUE（JFL）では2025年現在、全ての加盟局でアニラジ番組が週1回以上放送されている。JFNでも先述の椎名へきるによる番組や『トラブルチョコレート』など放送していたがそれらも一時期は途切れ、のちに、アニラジ色はかなり薄いが『坂本真綾 from everywhere.』、『椎名へきる みたいラジオ』が放送された後終了。MegaNetおよび一部の独立FM放送局などでも単発的に放送されるに留まっている。FM放送が音楽中心の番組構成であり、アニメ・声優などを専門に扱う番組には積極的になれなかったことが要因である。BAYFMではかねてから山寺宏一（バズーカ山寺）や坂本真綾、森久保祥太郎、大原さやかがDJを務める番組が存在するが、こちらはアニラジとしてのカラーは持たされていない。その他、JFNの地方ローカル局オリジナルのアニラジ番組が制作していることがある。
一方、コミュニティFMでは、性質上プログラムがAMに近いトーク主体であったり、局の規模の都合コミュニティ局同士の番組ネットや有線放送の再送信が多いなどから、『アニメ関門文化学園』（COME ON! FM制作）といったコミュニティFM局制作有線経由のコミュニティFMネット番組や局独自のアニソンを中心としたプログラムが放送されている。
収録はアニメ・声優業界が東京一極集中であるため、東京都内あるいは近郊のスタジオであることが多く、地方局の現地にて制作される番組は局のアナウンサーによる番組、公開録音時などに限られる。

## インターネット配信
先述の通り、パソコン・スマートフォン及びネット環境の普及に伴いインターネットラジオとして配信されている番組が増え、各社ともインターネット配信に軸足を移している。
制作側にとっては、放送枠買取の多額の資金を提供できるスポンサーの獲得や聴取に有利な放送時間枠の獲得にとらわれず、番組制作費とサーバ管理費だけと比較的低コストで番組配信が出来て、聴取者からの課金による有料配信で番組制作費の捻出をすることも可能である。全国のみならず全世界に向けて、決められた放送の「尺」にとらわれない融通の利く収録・配信ができ、厳密な数の聴取者数が分かるほか、使用OS・IPアドレス・接続時間帯などから推定できる情報により聴取層を把握、マーケティングリサーチすることで番組制作に生かせることなどのメリットがある。また、音声に加えて映像も同じ枠組みで配信可能なため、地上波アナログラジオでは不可能な映像や静止画を付加して配信している例も少なくない。聴取者にとっても放送格差に関係なく、電波状況に左右されないクリアな音質で聴取出来るメリットもある。
オンデマンド方式の場合、聴取者にとっては、決められた放送時間にとらわれず、自分の都合で番組が聴取できる。ポッドキャスティングなどでは音声データの携帯音楽プレイヤーへの取り込みなどが地上波ラジオ番組を録音した場合に比べて容易になる。
インターネットラジオ専用で制作されている番組に加え、地上波ラジオ局で放送された番組をインターネット上でも配信することも多い。その場合は、インターネットラジオでは時間の制約が緩いため、地上波でカットされた部分を追加出来る一方で、番組のスポンサーでは無いCMや著作権の都合上一部楽曲はカットされることがある。生放送番組の場合は、ストリーミング配信が可能なサイトとの同時配信（上記のとおり、収録現場の映像を一緒に流している場合もある）もある。また過去にはそれとは逆に1314 V-STATIONではネット配信した後、地上波放送すると言う番組も存在した。同じ媒体宣伝で、パーソナリティを変えて、地上波ラジオ局向けの番組とインターネットラジオ番組を別に制作する場合もある（『THE IDOLM@STER』の宣伝番組など）。
デメリットとしては、地上波ラジオ番組に比べて、元からファンではないリスナー向けの宣伝効果では劣る点がある。従来のラジオ放送での主な収入であったスポンサー収入が得にくい面もあるため、番組の内容をデータ化し新録の番組と共にCD化して販売したり、スピンアウト企画のソフト類を発売したり、番組イベントの入場料およびグッズ販売を大きな収益源とする番組（制作会社）も多い。
また、アクセスが集中した場合はサーバーや回線が混雑して聴取が困難となる。

### 主な配信サイト

#### 現在[いつ?]
これらのサイトで配信されている番組に関しては各項目を参照。一部地上波番組を並行もしくは遅れて配信するサイトもある。
- 超!A&G+
- Anium Radio Station
- アニメイトタイムズ
- HiBiKi Radio Station
- 音泉

この他、YouTubeやニコニコ動画といった一般サイトでも配信が行われている。

#### 過去
- db-FM（2007年9月にて終了）
- AZステーション（2008年6月配信終了）
- Showgate RADIO（2008年9月配信終了）
- アニスタTV（2009年3月配信終了）
- スタチャインターネットラジオ
- ランティスウェブラジオ（2018年3月本配信終了、同4月アーカイブ配信終了）
- BEAT☆Net Radio!
- メディファクラジオ
- 超!放送局
- キャララジオ
- キャラアニ
- 携帯電話専用サイト - 2000年代にはガラケー専用サイトも存在した。携帯電話専用サイトは電話音声による配信に加えて、インターネットアクセスの普及と共に専用サイトを設置しての配信も多く行われたが、スマートフォンへの移行によりほとんど消滅した。

## 主な番組
- いずれの情報も2024年4月時点。
- 他局へのネット番組も含む（●印の番組。ただし、動画配信サービス（YouTube、ニコニコ動画など）へのみ行っている番組は省略）。
- 一般的にアニラジ、アニメでも活躍する声優がDJを務める番組についても記す。